# Somogyi László (jogász)
Somogyi László (Miskolc, 1815. augusztus 16. – Szuhogy, 1890. március 15.) földbirtokos, királyi törvényszéki elnök, ügyvéd, költő, alispán, országgyűlési képviselő.

## Élete
Elszegényedett nemes szülők fia; a gimnáziumot szülőhelyén végezte. 1832-ben a pesti egyetemre ment a bölcseletet hallgatni. Horvát István rendkívüli óráira is eljárt. Imre János bölcseleti tanárnak kedvelt tanítványa volt. 1834-ben Egerben hallgatta a bölcselet II. évét és ott kezdett a költészettel foglalkozni. 1835-ben mint első éves joghallgató Kassára ment és 1836-ban a jogi pályát ott végezte. 1837-ben kezdte használni a Ladár keresztnevet László helyett. Ez évben hívta meg báró Maithényi Antal liptói főispáni helyettes, titkárának és hozzá ment Pestre, ahol április 15-én esküdött fel Végh István itélőmester mellé jurátusnak. 1839. november 18-án ügyvédi vizsgát tett. 
1840-ben a pozsonyi országgyűlésen volt Maithényi báróval. 1841-ben Maithényi Antalnak, ekkor már liptói főispánnak uradalmi ügyésze, Liptó- és Hont megyék táblabírája lett. Letette a váltóügyvédi vizsgát. 1843-ban ismét a pozsonyi országgyűlésre ment; ott jobban kiképezte magát az ének-, hegedű-, fuvola-, festészet- és rézmetszésben, azon idő alatt míg az országgyűlés előtt a vizek szabályozására összeült országos küldöttség tollnokának alkalmazták. 1844-ben öröksége átvételére Miskolcra visszaköltözött. 1846-ban Borsod megye aljegyzője lett. 
1848-49-ben mint a borsodmegyei önkéntes vadászcsapat tagja részt vett a hadjáratban. 1850-ben megnősült és Nemesbükre tette át lakását. 1861-ben Borsod megye törvényszéki bírójává választották, de e tisztségről az összes tisztikarral együtt leköszönvén, 1865-ben báró Vay Miklós főispán által másod alispánná neveztetett ki. 1867-ben az edelényi kerület Deák-párti programmal országgyűlési képviselővé választotta. 1872-ben a miskolci királyi törvényszék elnökévé neveztetett ki; 1876-ban megbetegedése miatt nyugalomba helyezték és szuhogyi (Borsod megye) birtokára vonult.
Költeményeket, beszélyeket, cikkeket írt a Hasznos Mulatságokba (1832. költ.); a Kovacsóczy Szemlélőjébe (1836. Sírvirágok, beszély); a Részvét Gyöngyeibe (1838. elb.); a Kovacsóczy Közlemények c. divatlapjába (1839. költ., 1841. két beszély); a Világba és a Nemzeti Ujságba (1842. megyei tudósítások és cikkek németből ford.); a Pálffy Albert szerkesztette Közvéleménybe (1868. egy pár cikket, különösen a királyi tábla decentralizálásáról).

## Munkája
- Bimbó Füzér. 1836. Kass

Kassán joghallgató korában (1836-ban) Szerelem koszorúja címmel vígjátékot írt Komlósy színtársulata számára, mely megbukott. 1846-ban elbeszéléseit sajtó alá rendezte, melyek azonban kiadatlanok maradtak.

## Álnevei és jegye
Somogyi Ladár, Sierra Leone, Sas Leo és S. L. (a Hasznos Mulatságokban, Szemlélőben, Honderűben, Kunoss Részvétgyöngyeiben, Bajza Almanachjában, a Közleményekben és a Közvéleményben).